# O lume ciudată
O lume ciudată (titlu originar în engleză Strange World) este un film american de animație din 2022, animat pe computer produs de Walt Disney Animation Studios și distribuit de Walt Disney Studios Motion Pictures. Filmul a fost regizat de Don Hall cu vocile lui Jake Gyllenhaal și Alan Tudyk.

## Rezumat
Aceasta este povestea legendarilor Clades, o familie de exploratori, ale căror neînțelegeri, deși amuzante, riscă să le distrugă cea mai recentă și importantă misiune.

## Distribuție
- Jake Gyllenhaal - Cercatore Clade
- Jaboukie Young-White - Ethan Clade
- Gabrielle Union - Meridian Clade
- Lucy Liu - Callisto Mal
- Dennis Quaid - Jaeger Clade
- Alan Tudyk - Splat